# Сейма
Се́йма — река в России, протекает по Балахнинскому и Володарскому районам Нижегородской области. Устье реки находится в 58 км от устья Оки (старица) по левому берегу. Длина реки составляет 42 км, площадь водосборного бассейна — 548 км². На реке Сейма расположен город Володарск. Возле устья реки проходит граница Московского и Волжского бассейнов внутренних водных путей, при этом сама река и судоходный канал (называемый Сеймовский затон) до города Володарск относятся к Волжскому бассейну.

## Данные водного реестра
По данным государственного водного реестра России относится к Окскому бассейновому округу, водохозяйственный участок реки — Ока от города Горбатов до водомерного поста Новинки (устье), речной подбассейн реки — бассейны притоков Оки от Мокши до впадения в Волгу. Речной бассейн реки — Ока.
Код объекта в государственном водном реестре — 09010301312110000034018.

### Притоки
(указано расстояние от устья)
- 9,2 км: река Кругловище (Круговище) (лв)
- 12 км: река Ремна (пр)
- 15 км: река Юра (лв)
- 26 км: река Саях (пр)